# Germantown (Illinois)
Germantown és una població dels Estats Units a l'estat d'Illinois. Segons el cens del 2000 tenia 1.118 habitants.

## Demografia
Segons el cens del 2000, Germantown tenia 1.118 habitants, 444 habitatges, i 322 famílies. La densitat de població era de 546,4 habitants/km².
Dels 444 habitatges en un 32% hi vivien nens de menys de 18 anys, en un 59,9% hi vivien parelles casades, en un 10,1% dones solteres, i en un 27,3% no eren unitats familiars. En el 24,3% dels habitatges hi vivien persones soles l'11,7% de les quals corresponia a persones de 65 anys o més que vivien soles. El nombre mitjà de persones vivint en cada habitatge era de 2,5 i el nombre mitjà de persones que vivien en cada família era de 2,98.
Per edats la població es repartia de la següent manera: un 22,5% tenia menys de 18 anys, un 9,6% entre 18 i 24, un 29,3% entre 25 i 44, un 21,3% de 45 a 60 i un 17,4% 65 anys o més.
L'edat mediana era de 38 anys. Per cada 100 dones de 18 o més anys hi havia 94,8 homes.
La renda mediana per habitatge era de 47.614 $ i la renda mediana per família de 56.563 $. Els homes tenien una renda mediana de 39.028 $ mentre que les dones 27.917 $. La renda per capita de la població era de 21.851 $. Aproximadament el 3,5% de les famílies i el 6% de la població estaven per davall del llindar de pobresa.

## Poblacions més properes
El següent diagrama mostra les poblacions més properes.